# Carceliocephala crypta
Carceliocephala crypta là một loài ruồi trong họ Tachinidae.